# Kevin Carter
Kevin Carter (13. září 1960 Johannesburg, JAR – 27. července 1994 Johannesburg, JAR) byl jihoafrický fotograf a žurnalista.

## Životopis
Byl členem skupiny fotožurnalistů známé jako Bang-Bang Club, kteří se snažili odhalit zvěrstva apartheidu v Jižní Africe ještě se třemi dalšími fotografy – Gregem Marinovichem, Kenem Oosterbroekem a João Silvou. V březnu 1993 odešel do Súdánu zdokumentovat místní rebelské povstání. Zažil šok, když spatřil velký hladomor a bídu a začal fotografovat. Zde vznikl jeho nejznámější snímek malého dítěte, jak se snaží všemi silami připlazit k jídlu a supa, který přiletěl a hrozil útokem. Symbol bezmoci – sup – odletěl, až když ho Carter odehnal pryč.
Carter získal v roce 1994 Pulitzerovu cenu Pulitzer Prize for Feature Photography.
Dne 27. července 1994 ve věku 33 let spáchal sebevraždu, pravděpodobně pod vlivem deprese.